# Hamza El Din
Hamza El Din (arabisch حمزة علاء الدين, DMG Ḥamza ʿAlāʾ ad-Dīn; * 10. Juli 1929 in Toshka nahe Wadi Halfa, Sudan; † 22. Mai 2006 in Berkeley, Kalifornien) war ein ägyptisch-nubischer Oud- und Tar-Spieler und Sänger, der durch seine Musik in der Tradition Nubiens international bekannt wurde.

## Leben und Wirken
Hamza El Din wuchs in Oberägypten an der Grenze zum Sudan im Dorf Toshka auf, wo er unter dem Eindruck traditioneller nubischer Musik stand. Er studierte an der König-Fouad-Universität in Kairo und am Musikinstitut des Ibrahim Shafiq. Am König-Fouad-Institut für mittelöstliche Musik erlernte er das Oud-Spiel, danach studierte er westliche Musik an der Accademia Nazionale di Santa Cecilia in Rom.
Anfang der 1960er Jahre unternahm er erste Konzertreisen durch die USA, wohin er 1964 übersiedelte, nachdem sein Heimatort in den Fluten des durch den Assuandamm aufgestauten Nassersees versunken war. Hier entstand das Album Escalay: The Water Wheel (1971), das als Schlüsselwerk der World Music gilt und Einfluss auf Komponisten wie Steve Reich und Terry Riley hatte. Neben seinen Konzertreisen und Aufnahmen unterrichtete er Musikethnologie u. a. an der Ohio University, der University of Washington und der University of Texas.
In den 1980er Jahren hielt sich El Din in Japan auf, um die Biwa zu studieren. Danach ließ er sich in der San Francisco Bay Area nieder, wo er 1992 mit dem Kronos Quartet eine Bearbeitung von Escalay aufführte und 1999 sein letztes Album aufnahm.
Hamza El Din starb am 22. Mai 2006 an einer Infektion nach einer Gallenblasenoperation im kalifornischen Berkeley.

## Diskografie
- 1964 – Music of Nubia mit Ahmed Abdul-Malik, Sandy Bull
- 1964 – Newport Folk Festival 1964. Evening Concerts, Vol. 2. Desse Barama [Peace]
- 1965 – Al Oud
- 1971 – Escalay: The Water Wheel
- 1978 – Eclipse
- 1982 – A Song of the Nile
- 1990 – Journey
- 1990 – Nubiana Suite: Live in Tokyo
- 1992 – Pieces of Africa. Escalay: The Water Wheel mit Kronos Quartet
- 1995 – Lily of the Nile
- 1996 – Available Sound-Darius
- 1996 – Muwashshah
- 1999 – A Wish mit Amy Cyr, Joan Jeanrenaud, W. A. Mathieu, Sizzle Ohtaka